# Наведення за променем
Наведення за променем, створеним радаром або лазером («лазерна стежка» або «осідланий промінь») — це вид наведення ракети, при якому ракета летить вздовж променя наведення, який спрямовується на ціль. Це один з найпростіших видів наведення, винайдений для зенітних ракет під кінець Другої світової війни. Зараз зазвичай використовується для наведення протитанкових керованих ракет та зенітних ракет малої дальності.

## Основна концепція
Станція прицілювання (що може бути встановленою на транспортному засобі) спрямовує вузький радарний або лазерний промінь на ціль. Після запуску ракета «береться» радаром або лазерним променем, коли влітає в цей промінь. Починаючи з цього етапу, ракета намагається втриматися всередині променя, а станція прицілювання спрямовує промінь на ціль. Датчики сигналу в хвостовій частині ракети порівнюють потужність сигналу з різних точок на корпусі ракети та використовують це для формування сигналу керування так, щоб спрямувати ракету в центр променя.
Отже, ракета наче «їде» променем до цілі. Звідси походять інші назви цього способу наведення — наведення за принципом «лазерної стежки» чи «осідланий промінь».
Перевага такої системи полягає в тім, що відстеження цілі здійснюється станцією прицілювання; допоки станція може точно наводити промінь на ціль, ракета буде летіти вздовж променя, використовуючи нескладну бортову апаратуру.

## Радарне наведення за променем
Радарне наведення за променем — один із найпростіших способів наведення ракет. З цієї причини його широко використовували в радарних системах наведення зенітних ракет після Другої світової війни. Першими прикладами стали британський зенітний ракетний комплекс (ЗРК) Brakemine, вперше випробуваний у 1944 році, та шведський перший комерційно доступний ЗРК Oerlikon Contraves RSA.
Недоліком системи наведення за радарним променем є те, що лінійні розміри перетину променя збільшується по мірі віддалення від передавача. Інша проблема полягає в тому, що траєкторія наведення ракети є прямою лінією до цілі, а це створює певні складнощі при стрільбі на великі дистанції.
Тому більш поширеним рішенням для ракет великої дальності стало командне наведення, яке було реалізовано, наприклад, у Nike Hercules. Тоді ж набуває поширення радарне напівактивне наведення, яке, на відміну від наведення за променем, стає точнішим у міру наближення ракети до цілі. Отже, вже до 1960 року використання наведення за радарним променем у чистому вигляді стало рідкістю.

## Лазерна стежка

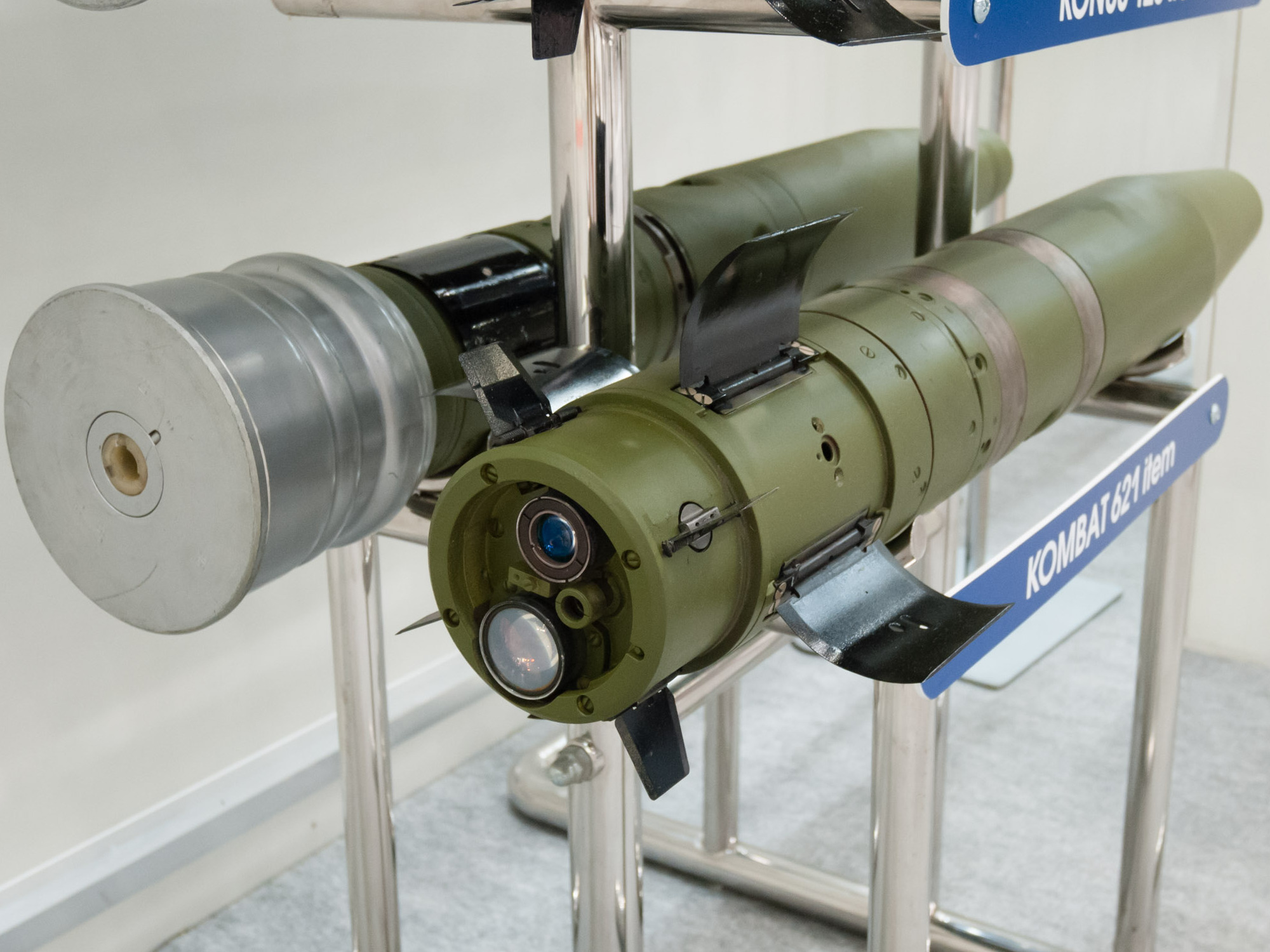
Оптичні приймачі лазерного променя на українській протитанковій ракеті «Комбат».

Новий етап розвитку наведення за променем розпочався у 1980-х роках із появою недорогих портативних лазерних цілевказівників. Лазерний промінь можна зробити набагато вужчим за промінь радара, не збільшуючи при цьому розмір випромінювача. Крім того, цифровими засобами легко закодувати додаткову інформацію в промені, що дає ряд переваг. Ракети з невеликими оптичними приймачами у хвостовій частині можуть керуватися лазерним променем так само просто, як і радарним променем, але за своєю суттю будуть точнішими.
Можна використовувати сигнали дуже низької потужності. Їх потужність може бути меншою, ніж це потрібно при напівактивному лазерному наведенні, де об'єм «опроміненого» простору зазвичай більший, щоб гарантувати, що корпус ракети не заблокує весь сигнал. Це ускладнює виявлення лазерної системи наведення за променем за допомогою лазерного приймача попередження.
Деякі системи активного захисту бронетехніки можуть виявляти опромінення лазером. Цей принцип використовують радянська/російська «Штора-1», українська «Варта», південнокорейська MSSG (на K2 Black Panther) та німецька MUSS. За даними Modern War Institute, датчики опромінення лазером «Штори» не спрацюють, якщо оператор ПТРК з лазерним наведенням направлятиме промінь дещо в сторону, на відстань трьох танкових корпусів вбік.
Сучасне використання наведення за лазерним променем зазвичай обмежується протитанковими (можуть вражати й вертольоти) та протиповітряними ракетними системами малої дальності наземного та повітряного базування. Прикладами є українські протитанкові комплекси «Стугна-П», німецько-американський ADATS, британський Starstreak, шведський RBS 70, бразильський MSS-1.2, російські 9K121 «Вихрь» і 9M119 «Свирь/Рефлекс».